# Strada Statale 163 Amalfitana

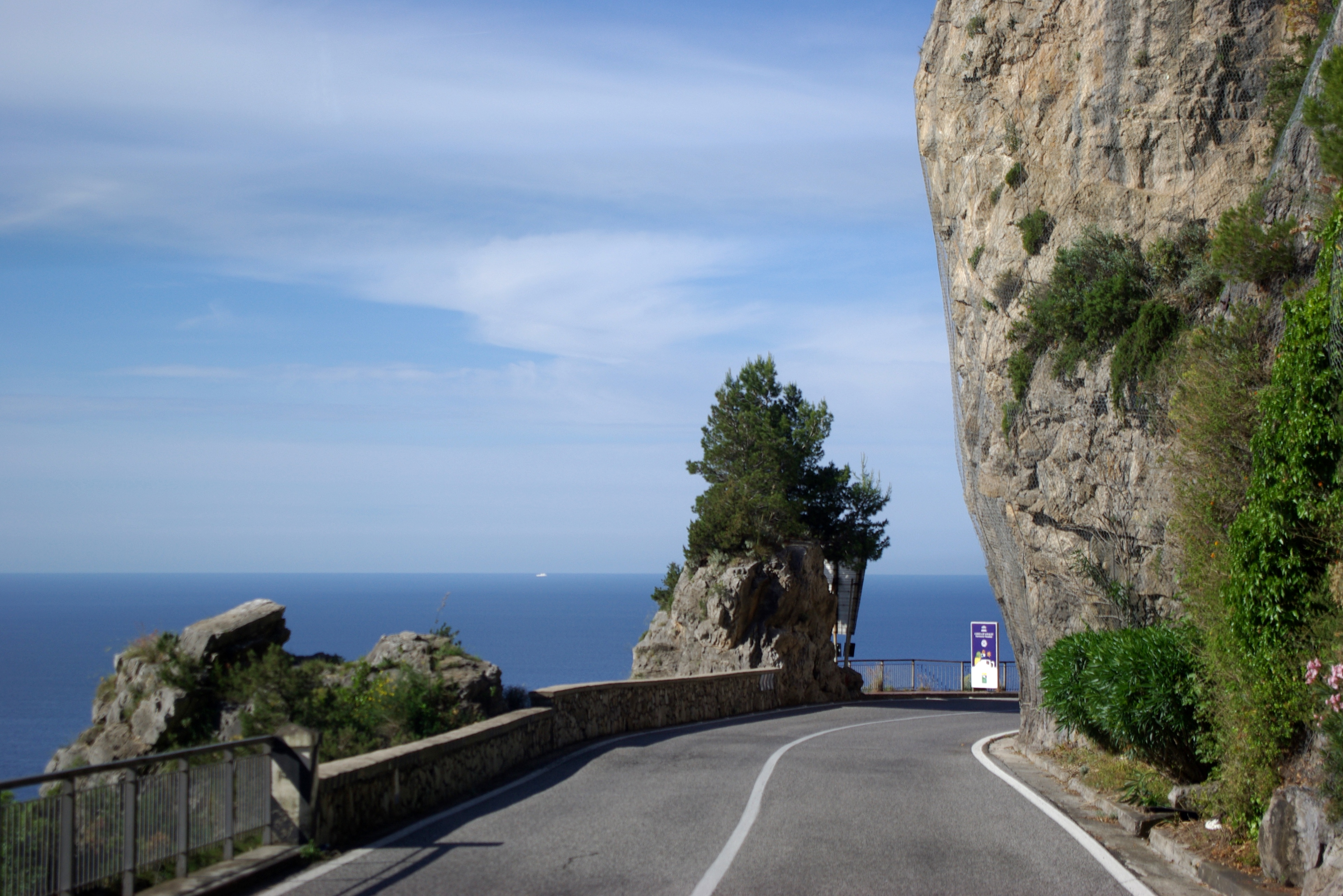
Die Amalfitana bei Positano

Die Strada Statale 163 Amalfitana (Abkürzung: SS 163) ist eine italienische Küstenstraße (Staatsstraße) in der Provinz Salerno und in der Metropolitanstadt Neapel in Kampanien, die von Meta di Sorrento nach Vietri sul Mare führt. Sie liegt komplett in der italienischen Region Kampanien und ist 50 km lang. Die Arbeiten für die Straße wurden im Jahre 1832 begonnen und endeten am 26. April 1850.

## Beschreibung
Die Amalfitana bietet Ausblicke auf die steil abfallende Küste und den Golf von Salerno. Etwa 100 m über dem Meer wurde hier eine kurvenreiche, meist schmale Straße erbaut, die außerhalb von Orten am Fels entlang verläuft. Die Straße durchquert kleine, zum Meer hin offene Täler, in denen sich die Orte der Amalfiküste wie Positano und Praiano befinden. Von Amalfi aus ostwärts führt die Straße dann weiter vorbei durch Atrani, Minori und Maiori nach Vietri sul Mare.
Oberhalb der Amalfitana verlaufen zahlreiche Wander- und Maultierwege. Über die sorrentinische Halbinsel führt auch ein Fernwanderweg. Die Grotta dello Smeraldo befindet sich einige Kilometer westlich von Amalfi und man erreicht sie von der Amalfitana aus über Stufen. Man kann eine Bootsfahrt ins Innere der Höhle unternehmen – dort befindet sich eine Krippe unter Wasser.

## Verkehr
Aufgrund der geringen Straßenbreite und überhängender Felsen auf der Amalfitana ist der Straßenabschnitt zwischen Vietri sul Mare und Positano täglich von 6.30 bis 24 Uhr für Wohnwagengespanne und alle Wohnmobile gesperrt.
Die Amalfitana ist für große Busse (höher als 4 m, länger als 10,36 m) komplett gesperrt und für kleinere Busse von 7.30 bis 24 Uhr nur in Fahrtrichtung von Positano nach Vietri zu befahren. Ausnahmen gelten für Linienbusse und einige ortsansässige Tourismusbetriebe.
Die Straße nach Ravello hat viele Kehren („Haarnadelkurven“) und ist sehr eng.